# Piața Sudului (metropolitana di Bucarest)
Piața Sudului è una stazione della linea M2 della metropolitana di Bucarest situata nel quartiere Berceni.
In superficie, nelle vicinanze della stazione, si trovano il mercato "Big Berceni", la strada statale per Oltenița (Șoseaua Olteniței) e numerosi collegamenti del trasporto pubblico, tra cui tram, filobus e autobus gestiti dalla STB. La stazione è collegata direttamente all'adiacente centro commerciale Sun Plaza tramite un passaggio sotterraneo.
La stazione fu aperta il 24 gennaio 1986 come parte della sezione inaugurale della linea, da Piața Unirii a Depoul IMGB.